# Гази уд-Дин Хан Ферозе Джанг III
Наваб Гази уд-Дин Хан Ферозе Джанг III, Ферозе Джанг III, или Имад-уль-Мульк (1 февраля 1736 — 31 августа 1800, Калпи) — крупный могольский государственный деятель. Сын Гази уд-Дина Хана Ферозе Джанга II (1709—1752), старшего сына Низама уль-Мулька Асаф Джаха I . Его настоящее имя — Шахабуддин Мухаммад Фероз Хан Сиддики Баяфанди. После смерти своего отца в 1752 году он по рекомендации наваба Сафдара Джанга был назначен главным казначеем (мир бахши) и получил титулы Амир уль-Умара и Имад-уль-Мульк от императора Великих Моголов Ахмад-шаха Бахадура. Он также занимал должность субадара Ассама до 1782 года.

## Биография
Родился 1 февраля 1736 года. Единственный сын Гази уд-Дина Хана Ферозе Джанга II. С 12 декабря 1752 по 1754 год — главный казначей (мир бахши), Вазир уль-Мамалик с 2 июня 1754 года, наиб вазир в 1757—1759 годах. Ему были присвоены почетные титулы — Амир уль-Умара, Имад уль-Мульк, Гази уд-Дин Хан Бахадур, Фируз Джанг (12 декабря 1752), Низам уль-Мульк и Асаф Джах (13 мая 1753), Фарзари-Хан (21 февраля 1757).
В 1754 году Гази уд-Дин Хан Ферозе Джанг ослепил и заключил в тюрьму императора Великих Моголов Ахмад-шаха Бахадура (1748—1754). В 1757 году Имад-уль-Мульк предложил маратхам напасть на Дели, чтобы изгнать оттуда афганцев и рохиллов. Маратхи разбили афганский гарнизон в Дели и захватили столицу. В том же году Ахмад-шах Дуррани объявил Имад-уль-Мулька «отступником». В 1759 году Аламгир II был смертельно ранен убийцами, подосланными Имад-уль-Мульком. Позднее он получил титул Вазир уль-Мамалик-и-Индостан. Имад-уль-Мульк также планировал убить молодого Али Гаухара (1728—1806) и даже приказал Мир-Джафару, навабу Бенгалии, продвинуться до Патны с мотивом убить или захватить в плен могольского наследного принца. После возвышения Наджиб-уд-Даулы Гази уд-Дин Хан бежал из Дели. В 1759 году новым императором Великих Моголов был провозглашен Шах Алам II.
Имад аль-Мульк попросил убежища у раджи Бхаратпура Сураджа Мала. После его смерти в 1763 году он отправился в Фаррухабад, где проживал при дворе Ахмад-хана Бангаша. В 1765 году Гази уд-Дин Хан отправился в Декан, где пешва маратхской империи в качестве награды за его за предыдущие заслуги пожаловал ему район Калпи, но, чувствуя угрозу, он отправился в Сурат, принадлежавший британцам. Одевшись в платье перегри, он был узнан полковником Годдардом и некоторое время находился в заключении, а когда его освободили, он отправился в паломничество в Мекку. В 1781 году он вернулся в Индию и находился в Синде. Затем он был поставлен на службу Тимур-шаху Дуррани (1773—1793). В 1797 году во время вторжения Земан-шаха Дуррани в Пенджаб Гази уд-Дин находился при нем.
Он скончался в Калпи 31 августа 1800 года.
Гази уд-Дин Хан был дважды женат. Весной 1755 года он женился на Гунне Бегум Сахибе (? — 1775), дочери Хана-и-Ханана Наваба али Кули Хана Бахадура Зафара Джанга. В феврале 1757 года в Дели во второй раз женился на Умде Бегум Сахибе, старшей дочери его дяди Муина уль-Мулька Наваба Фарзанда Хана Бахадура Рустава-и-Хинда, субадара Лахора и Мултана. У него было 4 или 5 сыновей.

## Сочинения
Год смерти Гази уд-Дина Хана неизвестен, но согласно биографии поэта Гульзара Ибрагима он жил в 1780 году в стесненных обстоятельствах. Его поэтическое имя — Низам. Согласно труду «Масир уль-Умра», он отправился в Декан в 1773 году и получил джагир в Малве. В дальнейшем он отправился в Сурат, где проживал в английских владениях, а затем отправился в хадж. Он сочинял поэзию на персидском и рекхте, оставил газели на арабском и тюркском языках, толстый персидский диван и мансави «Fakhria-tun Nizam» и «Nalaa-e-Ny», в которых рассказывается о чудесах Маулана Фахр уд-Дина. Под влиянием суфизма он оставил политическую карьеру и отправился в Махаршриф (сейчас Пакистан), чтобы жил со своим товарищем Нур Мухаммадом Махарви, учеником Мауланы Фахар уд-Дина Мухиб-Ун-Наби Дехлави. После смерти Нура Мухаммада Махарви Гази уд-Дин Хан переехал в Хайрпур и умер там.